# Carl Friedrich von Posern-Klett (Numismatiker)
Carl Friedrich von Posern-Klett (* 26. Juli 1798 in Merseburg, Kurfürstentum Sachsen; † 1. September 1849 in Leipzig, Königreich Sachsen) war deutscher Numismatiker, Kaufmann und Politiker.
Zunächst besuchte der Sohn von Karl Friedrich von Posern, der seinen Dienst als Lieutenant im Regiment Prinz Xaver quittiert hatte, in Merseburg das Domgymnasium für drei Jahre, ging aber nach Leipzig, um das Kaufmannshandwerk zu erlernen. Sein Wirkungsort war Leipzig, wo er auch Stadtrat war. Klett-Posern war Adoptivsohn des Leipziger Kaufmanns Johann Gottfried Klett sen. und schrieb sich von Posern-Klett. Seine Arbeiten zur Münzkunde Sachsens des Mittelalters waren anerkannt. Sein Nachlass kam in die Universitätsbibliothek Leipzig. Seine Münzsammlung galt als eine der wertvollsten privaten Münzsammlungen überhaupt. Sie ist als Kernbestand bedeutender Bestandteil der Münzsammlung der Universitätsbibliothek Leipzig. Der Umfang der mittelalterlichen Münzen aus der von-Posern-Klett’schen Sammlung beläuft sich auf etwa 45000. Sein Ruf blieb einem Nekrolog zufolge nicht auf Deutschland beschränkt. Auch war er in mehreren Altertumsvereinen tätig. Als Politiker nahm er sich besonders der Armenfürsorge an. Als Lithograf wirkte bei seinen numismatischen Werken Friedrich August Weidenbach aus Naumburg (Saale).
Er wurde im Erbbegräbnis Nr. 43 in der I. Abteilung des Neuen Johannisfriedhof beerdigt.

## Werke
- Münzstätten und Münzen der Städte und geistlichen Stifter Sachsens im Mittelalter, Zentralantiquariat der Dt. Demokrat. Republik, 1976, Fotomechan. Neudr. d. Orig.-Ausg. Leipzig, Vogel, 1846.
- Sachsens Münzen im Mittelalter, Zentralantiquariat d. DDR, Unveränd. fotomechan. Nachdr. [d. Ausg.] Leipzig 1846.